# Uetikon am See
Uetikon am See (toponimo tedesco; fino al 1977 ufficialmente Uetikon) è un comune svizzero di 6 076 abitanti del Canton Zurigo, nel distretto di Meilen.

## Geografia fisica
Uetikon am See si affaccia sul Lago di Zurigo.

## Monumenti e luoghi d'interesse

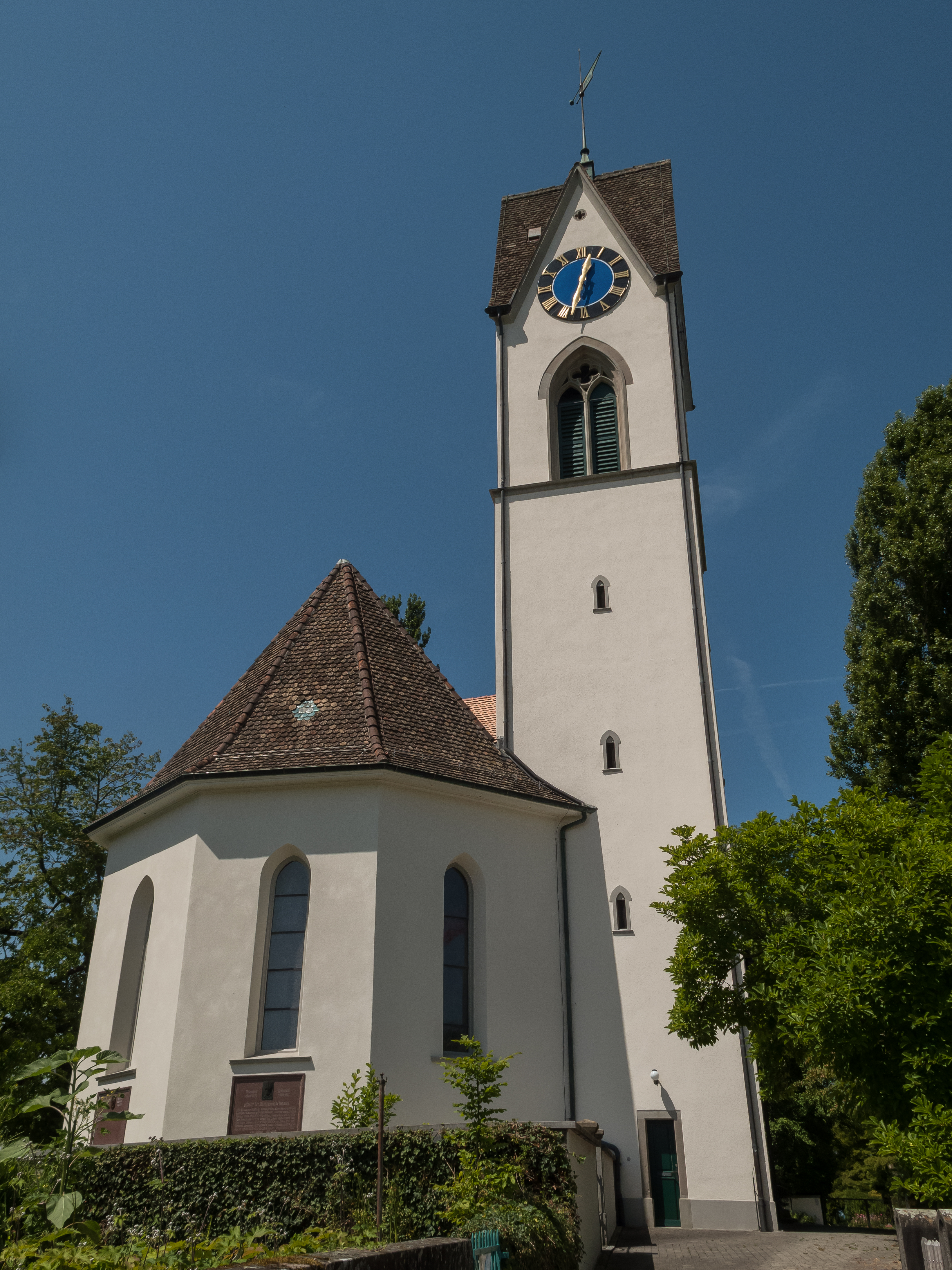
La chiesa riformata

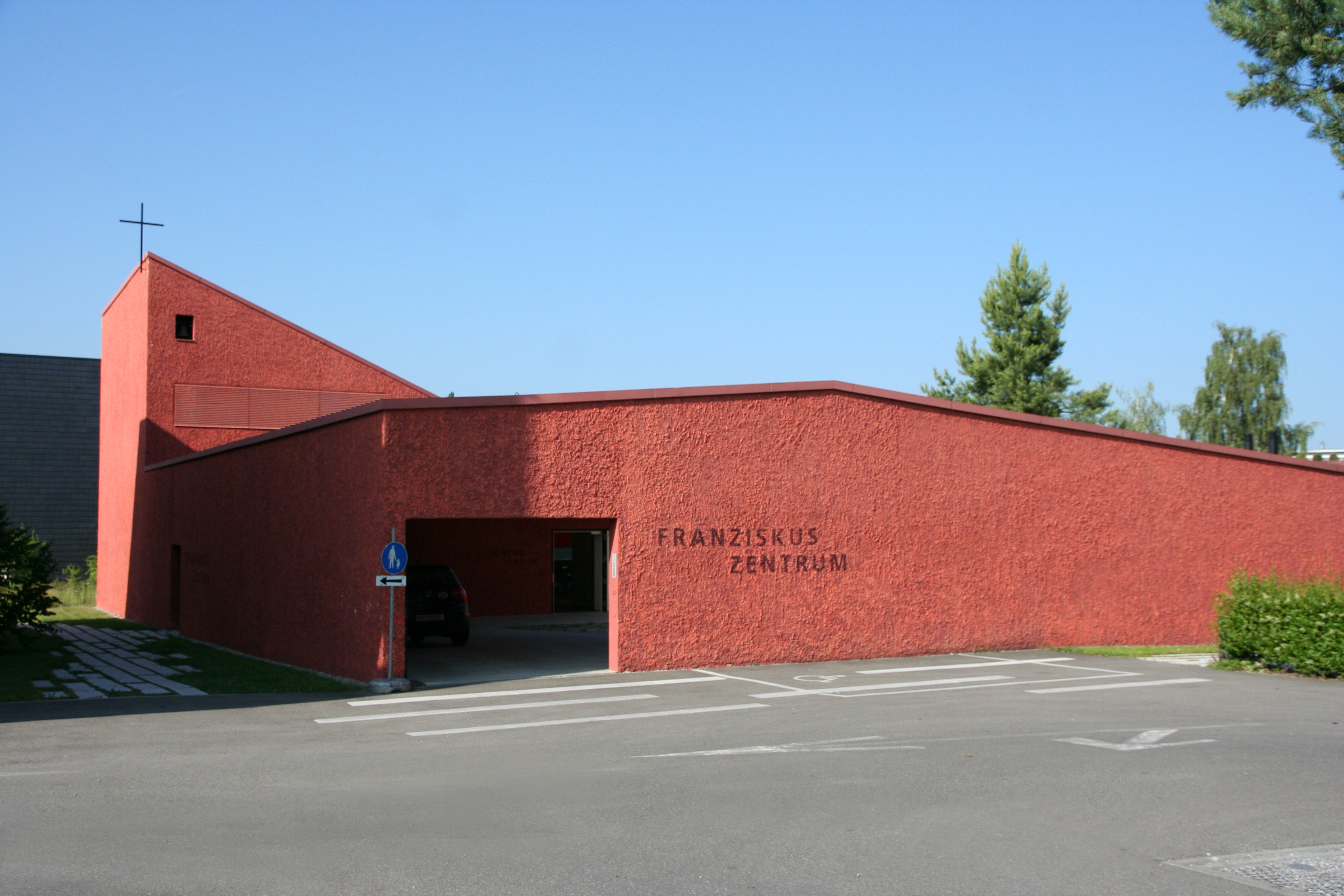
La chiesa di San Francesco

- Chiesa riformata, eretta nel 1429 e ricostruita nel 1682[1];
- Chiesa cattolica di San Francesco, eretta nel 2008[1].

## Società

### Evoluzione demografica
L'evoluzione demografica è riportata nella seguente tabella:
Abitanti censiti

## Geografia antropica

### Frazioni
- Grossdorf
- Grüt
- Kleindorf
- Langenbaum
- Oberstmatt
- Rundirain
- Weid

## Infrastrutture e trasporti
Uetikon am See è servito dall'omonima stazione sulla Rechtsufrige Zürichseebahn (linee S6 e S7 della rete celere di Zurigo).

## Amministrazione
Ogni famiglia originaria del luogo fa parte del cosiddetto comune patriziale e ha la responsabilità della manutenzione di ogni bene ricadente all'interno dei confini del comune.